# Адітья-варман
Адітья-варман (*д/н —645) — магараджагіраджа і прітхві-валлабха держави Чалук'я у 642–645 роках. Невдало воював з Паллавами.

## Життєпис
Син Пулакешина II (за іншою версією син Недамарі і онук Пулакешина II). Відомостей про нього обмаль. 642 року після поразки й загибелі батька у війні з Паллавами ймовірно очолив державу. Відомо про його декілька дарчих написів. Вважається, що до 645 року воював проти паллавських намісників, признначених Нарасімхаварманом I, але без значного успіху. В одній з битв загинув. Трон спадкував його син Абгінавадітья.